# Lista das cidades-irmãs da cidade de São Paulo
As cidades-irmãs da cidade de São Paulo, São Paulo, regulamentandas através da lei nº 14.471/2007 são:

## Por âmbito

### Geral
Cidades-irmãs de acordo com o artigo segundo da lei nº 14.471/2007:
- Amã, Jordânia;
- Bucareste, Romênia;
- Buenos Aires, Argentina;
- Cluj-Napoca, Romênia;
- Coimbra, Portugal;
- Damasco, Síria;
- Erevan, Armênia;
- Funchal, Portugal;
- Góis, Portugal;
- Huaibei, China;
- La Paz, Bolívia;
- Leiria, Portugal;
- Lisboa, Portugal;
- Luanda, Angola;
- Milão, Itália;
- Naha, Japão;
- Osaka, Japão;
- Pequim, China;
- Santiago de Compostela, Espanha;
- Seul, Coreia do Sul;
- Toronto, Canadá.

### No âmbito das relações culturais, sociais e econômicas
Cidades-irmãs de acordo com o artigo terceiro da lei nº 14.471/2007:
- Belmonte, Portugal;
- Chicago, Estados Unidos;
- Córdoba, Espanha;
- Esmirna, Turquia;
- Hamburgo, Alemanha;
- Lima, Peru;
- Macau, China;
- Ningbo, China;
- Póvoa de Varzim, Portugal;
- Tel Aviv, Israel;
- Tianjin, China;
- Wenzhou, China.

### Social, econômica, política e cultural
Cidades-irmãs de acordo com o artigo quarto da lei nº 14.471/2007:
- Assunção, Paraguai;
- Havana, Cuba;
- Mendoza, Argentina;
- Montevidéu, Uruguai;
- Santiago, Chile.

## Por continente

### África
- Luanda, Angola.

### Américas
- Assunção, Paraguai;
- Buenos Aires, Argentina;
- Chicago, Estados Unidos;
- Havana, Cuba;
- Mendoza, Argentina;
- La Paz, Bolívia;
- Montevidéu, Uruguai;
- Santiago, Chile;
- Toronto, Canadá.

### Ásia
- Amã, Jordânia;
- Dubai, Emirados Árabes;
- Damasco, Síria;
- Esmirna, Turquia;
- Huaibei, China;
- Macau, China;
- Manila, Filipinas;
- Naha, Japão;
- Ningbo, China;
- Osaka, Japão;
- Pequim, China;
- Seul, Coréia do Sul;
- Tel Aviv, Israel;
- Tianjin, China;
- Wenzhou, China.

### Europa
- Belmonte, Portugal;
- Bucareste, Romênia;
- Cluj-Napoca, Romênia;
- Coimbra, Portugal;
- Córdoba, Espanha;
- Erevan, Armênia;
- Esmirna, Turquia;
- Funchal, Portugal;
- Góis, Portugal;
- Hamburgo, Alemanha;
- Leiria, Portugal;
- Lisboa, Portugal;
- Milão, Itália;
- Póvoa de Varzim, Portugal;
- Santiago de Compostela, Espanha.

## Outros Entes
Os seguintes entes foram regulamentados por decreto, e não estão presentes na lei nº 14.471:
- Miami, Estados Unidos.[2]

### Cidades parceiras
- Paris, França.[carece de fontes?]